# Вест-Бромвіч
Вест-Бро́міч (англ. West Bromwich) — місто в Англії, графстві Вест-Мідлендс. За даними перепису населення 2001 року кількість жителів міста становить 136 940 осіб.

## Розташування
Місто розташоване на відстані 8 км на північний захід від Бірмінгема та 203 км від Лондона.

## Населення
| Рік  | Населення |
| ---- | --------- |
| 1801 | 5,687     |
| 1811 | 7,485     |
| 1821 | 9,505     |
| 1831 | 15,377    |
| 1841 | 26,121    |
| 1851 | 34,581    |
| 1861 | 41,795    |
| 1871 | 47,918    |
| 1881 | 56,295    |
| 1891 | 59,538    |
| 1901 | 65,175    |
| 1950 | 89,000    |
| 1991 | 146,386   |

## Відомі уродженці
- Роберт Плант  — британський рок-співак, учасник гурту «Led Zeppelin»
- Медлін Керол — англійська акторка, популярна як у Великобританії, так і в Америці в 1930-1940-х роках.